# Woolston (South Somerset)
Woolston – przysiółek w Anglii, w Somerset, w dystrykcie (unitary authority) Somerset, w civil parish North Cadbury/Yarlington. Woolston jest wspomniana w Domesday Book (1086) jako Ufetone/Ufetona/Ufetuna.